# 374-я стрелковая дивизия
374-я стрелковая дивизия — войсковое соединение Вооружённых Сил СССР в Великой Отечественной войне. В составе действующей армии с 18.12.1941 по 15.10.1942 и с 27.01.1943 по 09.05.1945 года.

## История
Формировалась с августа 1941 года в Сибирском военном округе в Красноярском крае (в городах Боготол, Иланский, Назарово).

## Боевой путь
В ноябре 1941 года погружена в эшелоны и направлена на фронт. 29.11.1941 года прибыла в Вологду и разгрузилась. С мест выгрузки части дивизии шли пешим маршем в район деревень Грузино и Званка по реке Волхов, пройдя около 700 километров.
С 07 по 13.01.1942 года наступает практически с марша на опорные пункты в деревнях Грузино и Званка, несёт большие потери, задачу не выполнила.
21.01.1942 дивизия без 1242-го стрелкового полка (оставшегося в обороне у Выя-Пшеничной) заняла новый участок на правом фланге армии и с 26.01.1942 вместе с 59-й стрелковой бригадой наступала в направлении деревни Спасская Полисть, Лесопункта и деревни Мостки. Ей удалось обойти деревню, перерезать железную дорогу и шоссе из Новгорода на Чудово, однако сам опорный пункт не был взят. 15.03.1942 попала под сильный вражеский контрудар и была вынуждена отойти к Мосткам.
До лета 1942 года ведёт бои у деревни Спасская Полисть, затем в июне 1942 года передислоцировалась в район Мясного Бора, в течение лета 1942 года прорывает извне в районе Мясного Бора окружение 2-й ударной армии, с 21.07.1942 на 22.07.1942 прорывает на некоторое время кольцо, через боевые порядки дивизии вышли около двух тысяч человек. По окончании операции вышла на правый берег Волхова, затем передислоцировалась в район Большой Колосарь (станция Жихарево), где приняла участие в безуспешной Синявинской операции. В ходе наступления вместе с 29-й танковой бригадой смогла форсировать Неву, однако была отброшена назад, понесла большие потери (теряла по 500 человек в день, на 20.09.1942 в дивизии насчитывалось 784 человека), отведена в резерв, на берег Ладожского озера, а затем, в октябре 1942 года и вовсе выведена из действующей армии, 10.10.1942 погружена в эшелон на станциях Жихарево, Войбокало и отправлена в Калининскую область где вблизи Калинина доукомплектовывалась, пополнялась и обучалась вплоть до января 1943 года. В январе 1943 года вновь направлена на Волховский фронт, части дивизии выгрузились 06.02.1943 на разъезде около деревни Хотово и маршем двинулись к передовой, в район станции Жарок, а затем отдельные части передвинулись к станциям Погостье и Малукса, где ведёт бои вместе с 50-м отдельным гвардейским тяжёлым танковым полком прорыва
В апреле 1943 года вновь передислоцирована и заняла участок в районе населённых пунктов Карбусель, Вороново, Поречье, вблизи Синявино и Мги, сменив 378-ю стрелковую дивизию. Принимала участие в неудачной Мгинской операции конца лета 1943 года, после которой восстанавливалась в ближнем тылу и на позиционной обороне вплоть до января 1944 года.
В январе 1944 года перешла в наступление в ходе Новгородско-Лужской операции, 28.01.1944 перерезала железную дорогу Москва — Ленинград, отличилась при освобождении Любани. Продолжила наступление на Лугу, вела тяжёлые бои на реке Оредеж. 11.02.1944 года приняла участие в освобождении станций Торковичи, Оредеж и Батецкая и вышла на восточный берег реки Луги, 12.02.1944 приняла участие в освобождении Луги. 23.02.1944 года, продолжая наступление, освободила Струги Красные. За время операции дивизия прошла на запад 220 километров, освободив 88 населённых пунктов.
Далее дивизия совершила марш к Пскову, однако повёрнута и направилась в сторону станций Подсевы и города Дно. В течение апреля — июня 1944 вела бои на участке Копылово — Гдов по восточному берегу Чудского озера, занимая полосу в 40 километров по фронту, и охраняла устье реки Нарва. Затем, в течение месяца стояла под Нарвой, получила пополнение.
Принимала участие в Псковско-Островской операции. 29.07.1944 года дивизия наступала на станцию Анна, прорвала оборону противника на участке Прокопьевск — озеро Перкони, затем продвигается с боями по территории Латвии.
C 09.10.1944 дивизия ведёт непосредственные бои за Ригу, 12.10.1944 дивизия освободила посёлок Яунциемс, форсировала реку Даугава, на амфибиях 285-го отдельного моторизованного батальона особого назначения форсировала Кишэзерс, первой завязала бои за город и 13.10.1944 в 03.00 дивизия заняла центр Риги. Перед началом боёв за Ригу дивизия понесла серьёзные потери, приведшие к тому, что личный состав полков пришлось объединить в один сводный, 1244-й полк, насчитывающий 842 человека, включая шесть стрелковых рот по 60 человек в каждой, автоматную, пулемётную и миномётную роты, три полковых батареи, роту связи, санитарную роту, разведывательный и сапёрный взводы, хозяйственные подразделения, все подразделения некомплектные. В остальных полках остались только управления полков и батальонов, а также небольшая часть личного состава хозяйственных подразделений. В боях за Ригу они не участвовали, двигались вслед за сводными полками во втором эшелоне. Всего дивизия на 06.10.1944 насчитывала немногим более 2,5 тысяч бойцов и офицеров.
С осени 1944 года дивизия вела бои на Курляндском полуострове, в районе Тукумса.
Расформирована летом 1946 года.

## Полное название
374-я стрелковая Любанская Краснознамённая дивизия

## Состав
- 1242-й стрелковый полк
- 1244-й стрелковый Рижский полк
- 1246-й стрелковый полк
- 942-й артиллерийский полк
- 382-й отдельный истребительно-противотаноквый дивизион (с 26.06.1942)
- 441-я отдельная разведывательная рота
- 659-й отдельный сапёрный батальон
- 830-й отдельный батальон связи (490-я отдельная рота связи)
- 464-й медико-санитарный батальон
- 457-я отдельная рота химической защиты
- 494-я автотранспортная рота
- 233-я полевая хлебопекарня
- 802-й дивизионный ветеринарный лазарет
- 1427-я полевая почтовая станция
- 750-я полевая касса Госбанка

## Подчинение
| Дата            | Фронт (округ)                                              | Армия                | Корпус                            | Примечания |
| --------------- | ---------------------------------------------------------- | -------------------- | --------------------------------- | ---------- |
| 01.09.1941 года | Сибирский военный округ                                    | -                    | -                                 | -          |
| 01.10.1941 года | Сибирский военный округ                                    | -                    | -                                 | -          |
| 01.11.1941 года | Сибирский военный округ                                    | -                    | -                                 | -          |
| 01.12.1941 года | Резерв Ставки ВГК                                          | 59-я резервная армия | -                                 | -          |
| 01.01.1942 года | Волховский фронт                                           | 59-я армия           | -                                 | -          |
| 01.02.1942 года | Волховский фронт                                           | -                    | -                                 | -          |
| 01.03.1942 года | Волховский фронт                                           | 59-я армия           | -                                 | -          |
| 01.04.1942 года | Волховский фронт                                           | 59-я армия           | -                                 | -          |
| 01.05.1942 года | Ленинградский фронт (Группа войск Волховского направления) | 59-я армия           | -                                 | -          |
| 01.06.1942 года | Ленинградский фронт (Волховская группа войск)              | 59-я армия           | -                                 | -          |
| 01.07.1942 года | Волховский фронт                                           | 59-я армия           | -                                 | -          |
| 01.08.1942 года | Волховский фронт                                           | 59-я армия           | -                                 | -          |
| 01.09.1942 года | Волховский фронт                                           | 2-я ударная армия    | -                                 | -          |
| 01.10.1942 года | Волховский фронт                                           | 2-я ударная армия    | 4-й гвардейский стрелковый корпус | -          |
| 01.11.1942 года | Резерв Ставки ВГК                                          | 3-я резервная армия  | -                                 | -          |
| 01.12.1942 года | Резерв Ставки ВГК                                          | 3-я резервная армия  | -                                 | -          |
| 01.01.1943 года | Резерв Ставки ВГК                                          | 3-я резервная армия  | -                                 | -          |
| 01.02.1943 года | Волховский фронт                                           | 54-я армия           | -                                 | -          |
| 01.03.1943 года | Волховский фронт                                           | 8-я армия            | -                                 | -          |
| 01.04.1943 года | Волховский фронт                                           | 8-я армия            | -                                 | -          |
| 01.05.1943 года | Волховский фронт                                           | 8-я армия            | -                                 | -          |
| 01.06.1943 года | Волховский фронт                                           | 8-я армия            | -                                 | -          |
| 01.07.1943 года | Волховский фронт                                           | 8-я армия            | -                                 | -          |
| 01.08.1943 года | Волховский фронт                                           | 8-я армия            | -                                 | -          |
| 01.09.1943 года | Волховский фронт                                           | 8-я армия            | -                                 | -          |
| 01.10.1943 года | Волховский фронт                                           | 8-я армия            | -                                 | -          |
| 01.11.1943 года | Волховский фронт                                           | 8-я армия            | -                                 | -          |
| 01.12.1943 года | Волховский фронт                                           | 8-я армия            | -                                 | -          |
| 01.01.1944 года | Волховский фронт                                           | 8-я армия            | 119-й стрелковый корпус           | -          |
| 01.02.1944 года | Волховский фронт                                           | 54-я армия           | 115-й стрелковый корпус           | -          |
| 01.03.1944 года | Ленинградский фронт                                        | 8-я армия            | 115-й стрелковый корпус           | -          |
| 01.04.1944 года | Ленинградский фронт                                        | 59-я армия           | 6-й стрелковый корпус             | -          |
| 01.05.1944 года | Ленинградский фронт                                        | 8-я армия            | 6-й стрелковый корпус             | -          |
| 01.06.1944 года | Ленинградский фронт                                        | 59-я армия           | 6-й стрелковый корпус             | -          |
| 01.07.1944 года | Ленинградский фронт                                        | 8-я армия            | 124-й стрелковый корпус           | -          |
| 01.08.1944 года | 3-й Прибалтийский фронт                                    | 54-я армия           | 7-й стрелковый корпус             | -          |
| 01.09.1944 года | 3-й Прибалтийский фронт                                    | 54-я армия           | 123-й стрелковый корпус           | -          |
| 01.10.1944 года | 3-й Прибалтийский фронт                                    | 54-я армия           | -                                 | -          |
| 01.11.1944 года | 2-й Прибалтийский фронт                                    | 1-я ударная армия    | 119-й стрелковый корпус           | -          |
| 01.12.1944 года | 2-й Прибалтийский фронт                                    | 1-я ударная армия    | 119-й стрелковый корпус           | -          |
| 01.01.1945 года | 2-й Прибалтийский фронт                                    | 1-я ударная армия    | 119-й стрелковый корпус           | -          |
| 01.02.1945 года | 2-й Прибалтийский фронт                                    | 1-я ударная армия    | 119-й стрелковый корпус           | -          |
| 01.03.1945 года | 2-й Прибалтийский фронт                                    | 1-я ударная армия    | 119-й стрелковый корпус           | -          |
| 01.04.1945 года | Ленинградский фронт (Курляндская группа войск)             | 1-я ударная армия    | 119-й стрелковый корпус           | -          |
| 01.05.1945 года | Ленинградский фронт (Курляндская группа войск)             | 1-я ударная армия    | 119-й стрелковый корпус           | -          |

## Командиры
- Витошкин, Алексей Дмитриевич (18.09.1941 — 04.07.1942), полковник
- Ермаков, Яков Степанович (05.07.1942 — 10.07.1942), полковник
- Барабанщиков, Дмитрий Иванович (11.07.1942 — 01.11.1942), полковник
- Коломиец, Стефан Владимирович (02.11.1942 — 11.07.1943), полковник
- Семибратов, Василий Константинович (14.07.1943 — 09.08.1943), полковник
- Попов, Виктор Яковлевич (10.08.1943 — 25.10.1943), полковник
- Волков, Александр Александрович (26.10.1943 — 25.03.1944), полковник
- Городецкий, Борис Алексеевич (26.03.1944 — 14.01.1945), полковник
- Павлин, Дмитрий Иванович (15.01.1945 — 09.05.1945), полковник

## Награды и наименования
| Награда (наименование) | Дата       | За что получена                                             |
| ---------------------- | ---------- | ----------------------------------------------------------- |
| «Любанская»            | 28.01.1944 | За освобождение г. Любань от немецко-фашистских захватчиков |
| Орден Красного Знамени | ?          | ?                                                           |

## Отличившиеся воины
| Награда | Ф. И. О.                   | Должность                                                                         | Звание           | Дата награждения                 | Примечания             |
| ------- | -------------------------- | --------------------------------------------------------------------------------- | ---------------- | -------------------------------- | ---------------------- |
|         | Барабанов, Иван Ильич      | Пулемётчик стрелковой роты 1244-го стрелкового полка Командир пулемётного расчёта | рядовой, сержант | 11.08.1944 27.08.1944 24.03.1945 | умер от ран 13.03.1945 |
|         | Морозов, Николай Андреевич | разведчик взвода пешей разведки 1244-го стрелкового полка                         | старший сержант  | 29.06.1945                       |                        |
|         | Узу, Владимир Михайлович   | командир пулемётного расчёта 1244-го стрелкового полка                            | младший сержант  | 24.03.1945                       |                        |

## Память
- Мемориальный камень в Риге на месте, с которого 12 октября 1944 года воины 374-й стрелковой дивизии приступили к форсированию Кишэзерс.